# Ramón Puerta
Federico Ramón Puerta (Apóstoles, 9 settembre 1951) è un politico argentino.
Presidente del Senato, di fatto fu Presidente ad interim dell'Argentina dal 21 dicembre 2001 al 23 dicembre 2001.

## Biografia
Studiò nelle migliori scuole argentine come la Universidad Catòlica Argentina. Peronista, fu governatore della provincia di Misiones tra il 1991 e il 1999. 
Nel 2001 divenne presidente del Senato e per questo motivo, dopo le dimissioni del presidente Fernando de la Rúa, stante la mancanza di un vice-presidente (dopo le dimissioni nel 2000 di Carlos Álvarez), assunse secondo la legge l'incarico di presidente dell'Argentina ad interim solo per il tempo necessario (due giorni) per convocare il parlamento per l'elezione di un nuovo presidente. Quando il successivo 31 dicembre il presidente eletto Adolfo Rodríguez Saá rassegnò a sua volta le dimissioni, Puerta aveva già rassegnato le sue dimissioni da presidente del senato, e la carica di presidente pro tempore passò a Eduardo Oscar Camaño, presidente della camera.
Dall'8 marzo 2016 è ambasciatore in Spagna.